# كريستينا سالتشاكوفا
كريستينا سالتشاكوفا (بالتشيكية: Kristýna Salčáková)‏ مواليد 13 أغسطس 1987، هي لاعبة كرة يد تشيكية تلعب كجناح أيسر. مثلت منتخب التشيك لكرة اليد للسيدات.

## سجل المنافسة
شاركت في البطولات التالية:
- بطولة العالم لكرة اليد للسيدات 2013
- بطولة أوروبا لكرة اليد للسيدات 2012
- بطولة أوروبا لكرة اليد للسيدات 2016

## روابط خارجية
- كريستينا سالتشاكوفا على موقع الاتحاد الأوروبي لكرة اليد (الإنجليزية)